# Älmhults kyrka

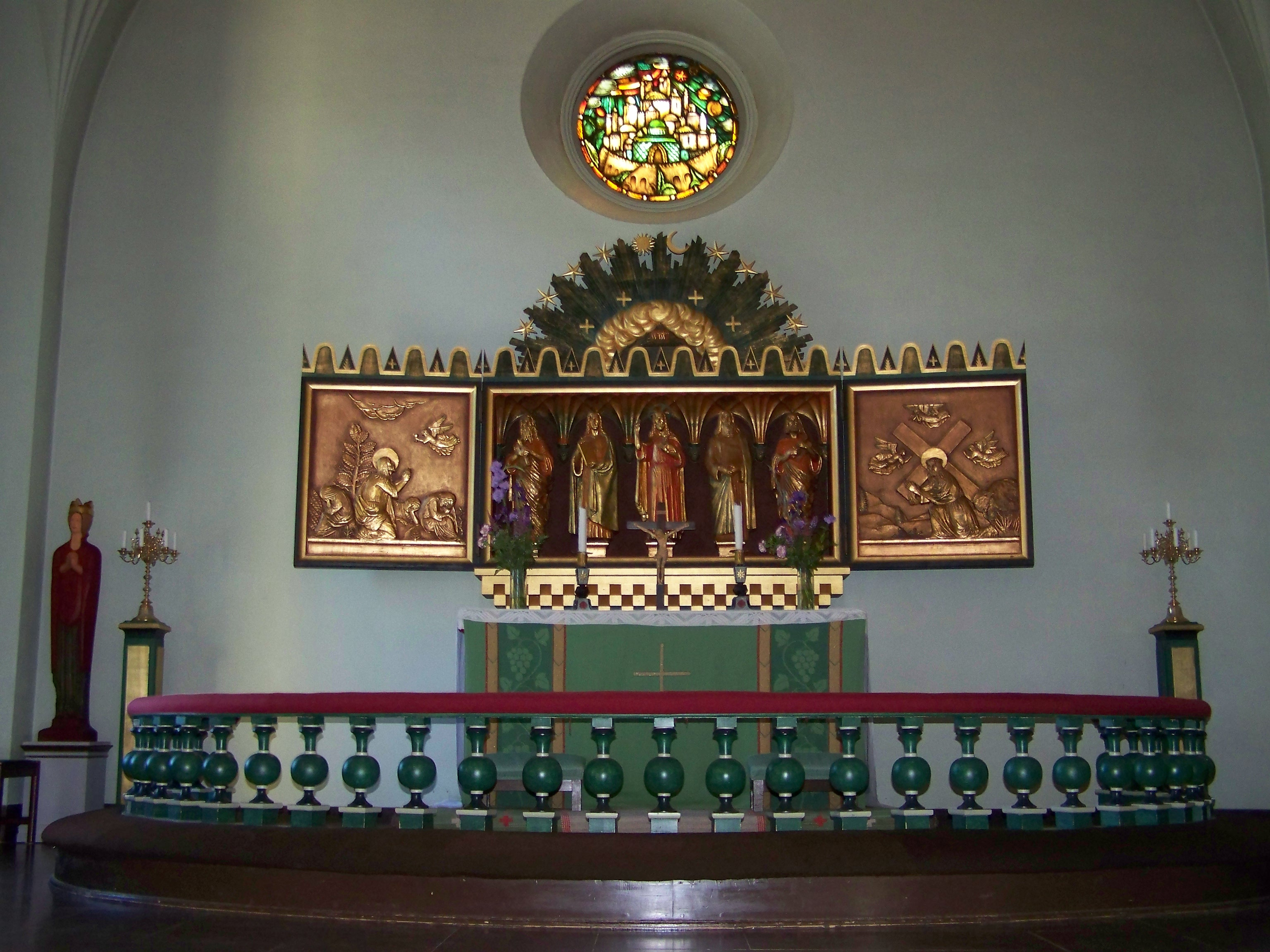
Koret i Älmhults kyrka med altarskåp utfört av konstnären och skulptören Carl Fagerberg. Glasmålningen med rosettfönstret vid koret är utarbetat av konstnären och dekorationsmålaren Yngve Lundström.

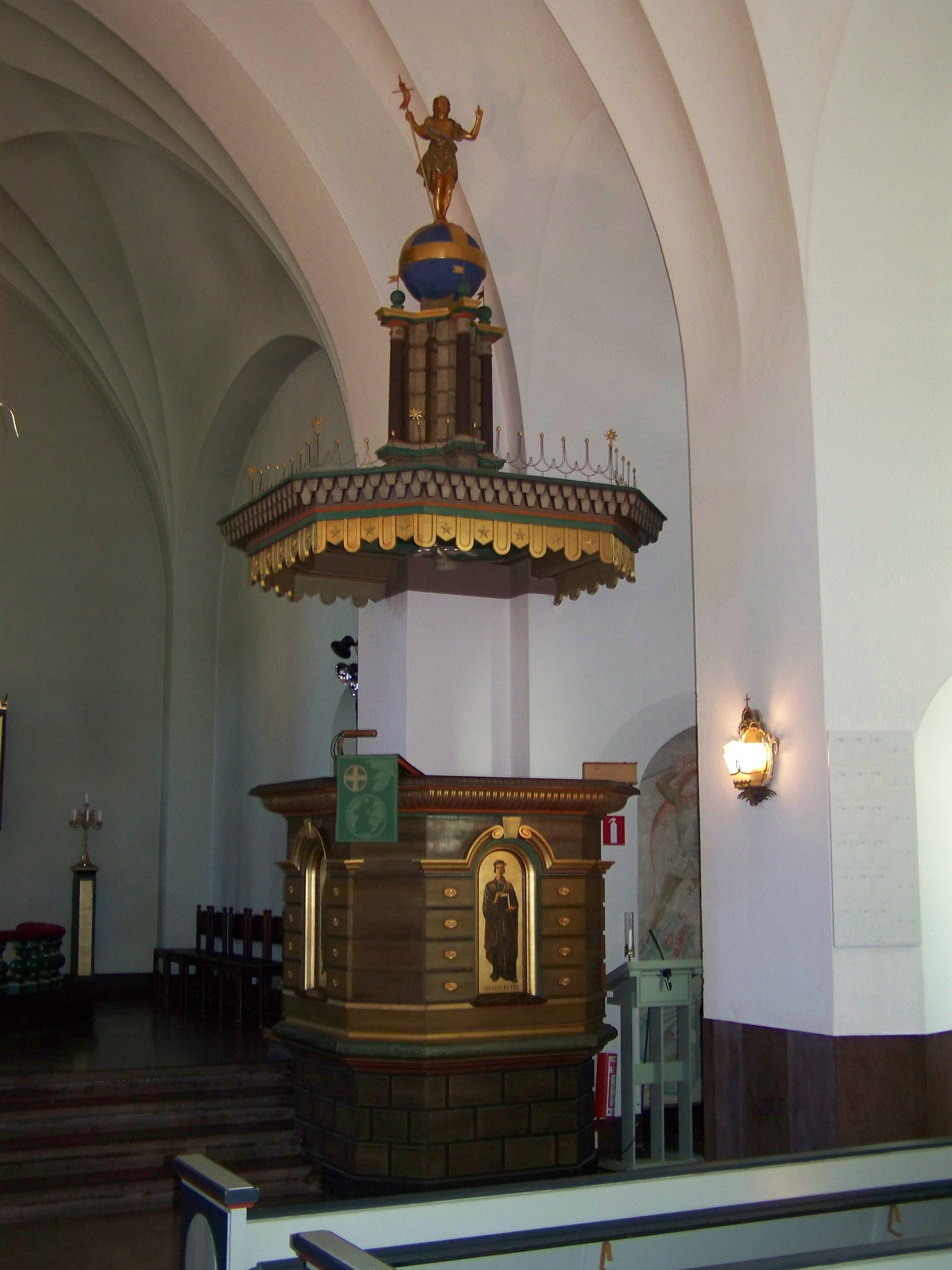
Predikstolen i Älmhults kyrka utfört av kyrkans arkitekt Knut Nordenskjöld.

Älmhults kyrka är en kyrkobyggnad som tillhör Älmhults församling i Växjö stift och ligger centralt i samhället Älmhult.

## Kyrkobyggnaden
Från början var Älmhultsborna hänvisade till Stenbrohults kyrka, men vid sekelskiftet 1900 uppstod tanken att bygga en egen kyrka. 27 april 1929 lades kyrkans grundsten av biskop Edgar Reuterskiöld och Första söndagen i advent 1930 invigdes kyrkan av biskopen. 1979–1980 genomgick kyrkan en invändig restaurering. Kyrkan är byggd av tegel och uppfördes efter ritningar av slottsarkitekt Knut Nordenskjöld. Kyrkan är orienterad i norr och söder. Långhuset har karaktär av en basilika  med kryssvalv i mittskeppet och rundbågiga valv i sidoskeppen. Det något mindre koret i söder markeras av en triumfbåge och är försett med glasmålningar av konstnären Yngve Lundström. Det södra fönstret har som motiv: ”Det himmelska Jerusalem” och det högra fönstret:” Jesu dop”. Det låga tornet i norr är försett med en kraftig lanternin följd av en mindre med en avslutande spira krönt av ett kors och en kyrktupp.

## Inventarier
- Altarskåp, dopfunt och triumfkrucifix och övriga skulpturer är utförda av konstnär Carl Fagerberg.[2]
- Koret domineras helt av altaret. Altaret har en triptyk, som flankeras av två golvplacerade piedestaler med kandelabrar. Ovanför altaret sitter ett runt, målat fönster, ett rosettfönster. Ljus kommer även in från ett högt östfönster. Altarrundeln har gröna balusterdockor, ett brunt knäfall samt ett rött armstöd. På korets västvägg sitter dörren till sakristian.[2]
- Altarskåpet är uppbyggt av en figurgrupp, som har fem figurer, som föreställer "Kristus och de fyra evangelisterna", Jesus är flankerad av de fyra evangelisterna Matteus, Markus, Lukas och Johannes. Skåpdörrarna bär reliefer som föreställer "Kristus i Getsemane" och "Kristus bär korset på väg mot Golgata". Altarskåpet är utfört av Carl Fagerberg.[2]
- Dopfunten där dopfuntens lock är utformat efter en modell av själva kyrktornet i form av en skulpterad miniatyr av Älmhults kyrka. På spiran sitter en duva. Dopfunten står i långhusets sydöstra hörn, det är ett fantastiskt träarbete med barocka drag. Dopfunten är utförd av Carl Fagerberg.[2]
- Triumfkrucifix med Kristus i solstrålekrans och evangelistsymboler. Det större triumfkrucifixet hänger i triumfbågens mitt och markerar korets början. Triumfkrucifixet är utfört av Carl Fagerberg.[2]
- Predikstolen är kraftfull med ett stort ljudtak (baldakin). Med sitt omfång och sin höga spira ger baldakinen ett mäktigt intryck. Spiran kröns av en figur, som visar den segrande Kristus, som står på ett klot. Ljudtaket, den stora träbaldakinen, kröns av skulpturen av den segrande Kristus, Kristus med korset, segerns tecken, som står på en glob. Den är placerad på mittskeppets västra sida, medan kororgeln står utmed den östra sidan. Predikstolen vilar på ett kvaderstensimiterat fundament, där överdelen domineras av tre målningar på predikstolens sidor som föreställer Martin Luther,  Olaus Petri och Ansgar. Det monumentala intrycket förstärks av förgyllda bårder och detaljer. Med största sannolikhet ritade kyrkans arkitekt Knut Nordenskjöld även predikstolen, eftersom orgelhus och predikstol följer ett snarlikt slututförande.[2]
- Orgelhusen står på var sina ursprungliga platser och ritades av kyrkans arkitekt Knut Nordenskjöld. Det första orgelverket byggdes av A. Mårtenssons Orgelfabrik AB i Lund.[2]
- Glasmålningarna vid koret är utarbetade av Yngve Lundström. De två målade fönstren föreställer dels "Johannes döper Jesus" och dels "Det himmelska Jerusalem".[2]
- Madonnabilden är gjord av Hans Hedlund, Eneryda, 2005.[3]
- Öppen bänkinredning. Två bänkkvarter samt lösa stolar finns utmed sidoskeppens väggar i det treskeppiga långhuset. Bänkarna är inte ursprungliga, men gavlarna utformades snarlikt originalen. Gavlarnas geometriska mönster finns även på vissa av kyrkans dörrspeglar.

## Orglar

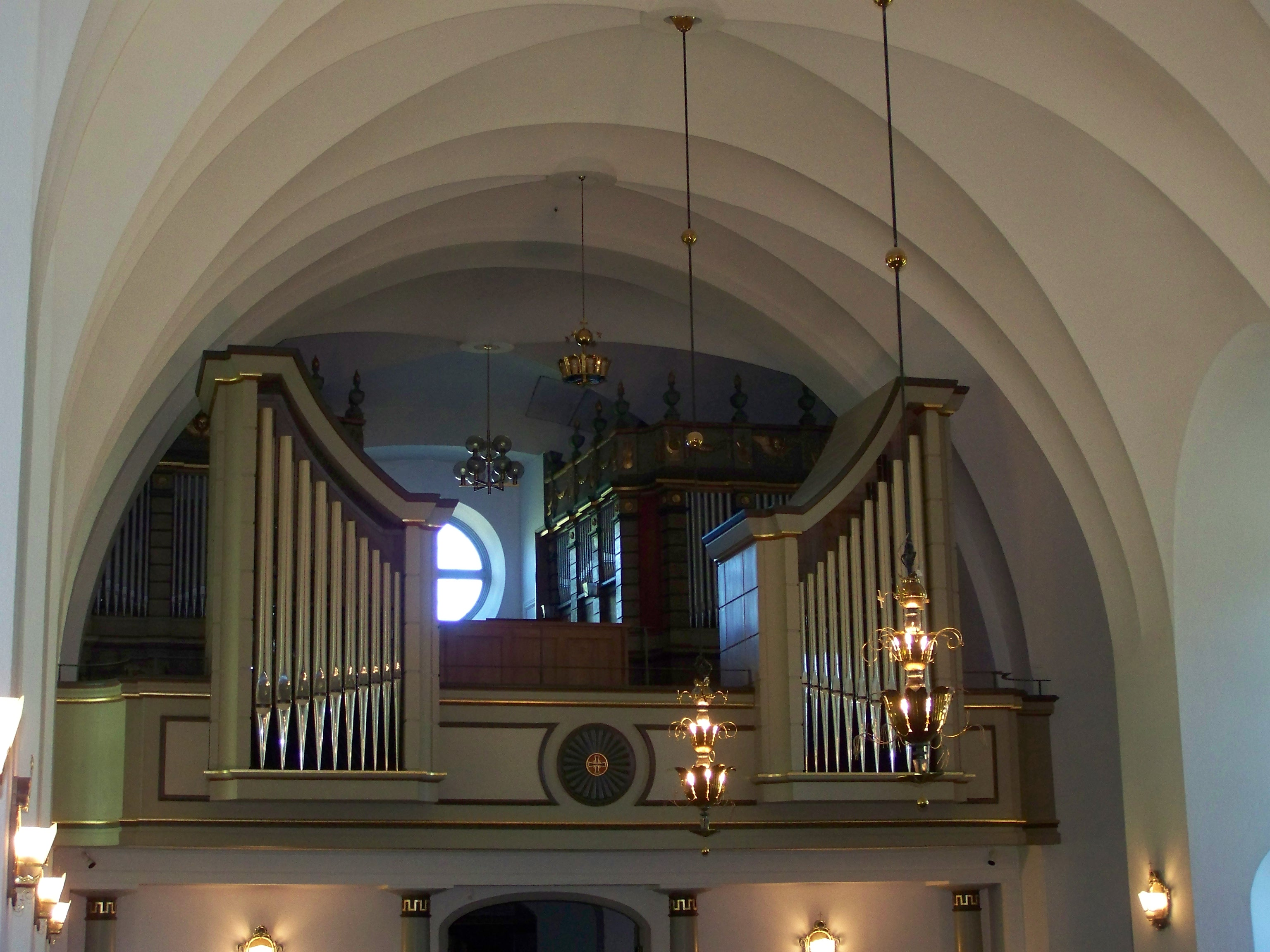
Kyrkans läktarorgel, ombyggd 2009 av Fratelli Ruffatti, Padua. Bakom de två nyuppförda orgelhusen skymtas den ursprungliga orgelfasaden, ritad av kyrkans arkitekt Knut Nordenskjöld.

- 1930 byggde Mårtenssons orgelfabrik ett orgelverk med 20 stämmor.[4]
- 1975 uppfördes en ny orgel av Frederiksborg Orgelbyggeri med 23 stämmor fördelade på två manualer och pedal.[4] Orgeln hade mekanisk traktur och elektrisk registratur med en fri kombination.

Disposition:
| Huvudverk (I)      | Svällverk (II)    | Pedal           | Koppel |
| Kvintadena 16’     | Gedakt 8’         | Subbas 16’      | I/P    |
| Principal 8’       | Viola di Gamba 8’ | Blockflöjt 8’   | II/P   |
| Rörflöjt 8’        | Principal 4’      | Kvintadena 4’   | II/I   |
| Oktava 4’          | Täckflöjt 4’      | Rauschkvint III |        |
| Gemshorn 4’        | Spetsflöjt 2’     | Basun 16’       |        |
| Kvinta 2 ⅔’        | Ters 1 ⅗’         | Skalmeja 4’     |        |
| Oktava 2’          | Kvinta 1 ⅓’       |                 |        |
| Kornettmixtur IV-V | Oktava 1’         |                 |        |
|                    | Vox Humana 8’     |                 |        |
|                    | Tremulant         |                 |        |

- En mekanisk kororgel med sju stämmor byggdes 1983 av Robert Gustavsson Orgelbyggeri AB, Härnösand.[4]

Disposition:
| Huvudverk (I)     | Bröstverk (II)    | Pedal      | Koppel  |
| Trägedackt 8’ B/D | Krumhornsregal 8’ | Subbas 16’ | I/P     |
| Principal 4’ B/D  |                   |            | II/P    |
| Rörflöjt 4’ B/D   |                   |            | II/I    |
| Tvärflöjt 2’ B/D  |                   |            | II 4’/P |
| Scharf 2 chor     |                   |            |         |

- I maj 2009 invigdes en ny läktarorgel och en ny kororgel, byggda av Fratelli Ruffatti i Padua, Italien.[4] Orglarna har sammanlagt 2637 pipor, 45 stämmor och 3 manualer, fördelade på fem verk. De två spelborden är förbundna med fiberopik och kan styra samtliga verk.[5]

Nuvarande disposition:
| Great Organ         | Swell             | Positiv        | Pedal            | Antiphonal (Kororgel) |
| Principal 8’        | Bourdon 16’       | Holzgedackt 8’ | Resultant 32’    | Geigen Principal 8’   |
| Voce Umana 8’       | Viola da Gamba 8’ | Prestant 4’    | Subbass 16’      | Stopped Flute 8’      |
| Flute Harmonique 8’ | Rohrflöte 8’      | Koppelflöte 4’ | Bourdon 16’ (Sw) | Octave 4’             |
| Octave 4’           | Principal 4’      | Larigot 1 ⅓’   | Octave 8’        | Open Flute 4’         |
| Open Flute 4’       | Spitzflöte 4’     | Zimbel III 1’  | Bourdon 8’       | Super Octave 2’       |
| Fifteent 2’         | Nasard 2 ⅔’       | Cromorne 8’    | Choralbass 4’    | Pedal Bourdon 16’     |
| Fourniture IV       | Blockflöte 2’     | Musette 4’     | Posaune 16’      |                       |
| Trumpet 8’          | Tierce 1 ⅗’       | Tremulant      | Tromba 8’        |                       |
| Chimes              | Plein Jeu IV 2’   |                | Schalmei 4’ (Sw) |                       |
|                     | Trompette 8’      |                |                  |                       |
|                     | Hautbois 8’       |                |                  |                       |
|                     | Clairon 4’        |                |                  |                       |
|                     | Tremulant         |                |                  |                       |

### Diskografi
- Dancing pipes : Mary Chard Petersson plays the Ruffatti organ in Älmhult, Sweden. CD. Nosag Records CD 199. 2011.

### Webbkällor
- Älmhults församling
- Älmhults kommun informerar
- Bebyggelseregistret, Riksantikvarieämbetet, Älmhults kyrka.